# Rotangy
Rotangy est une commune française située dans le département de l'Oise, en région Hauts-de-France.

## Géographie

### Localisation

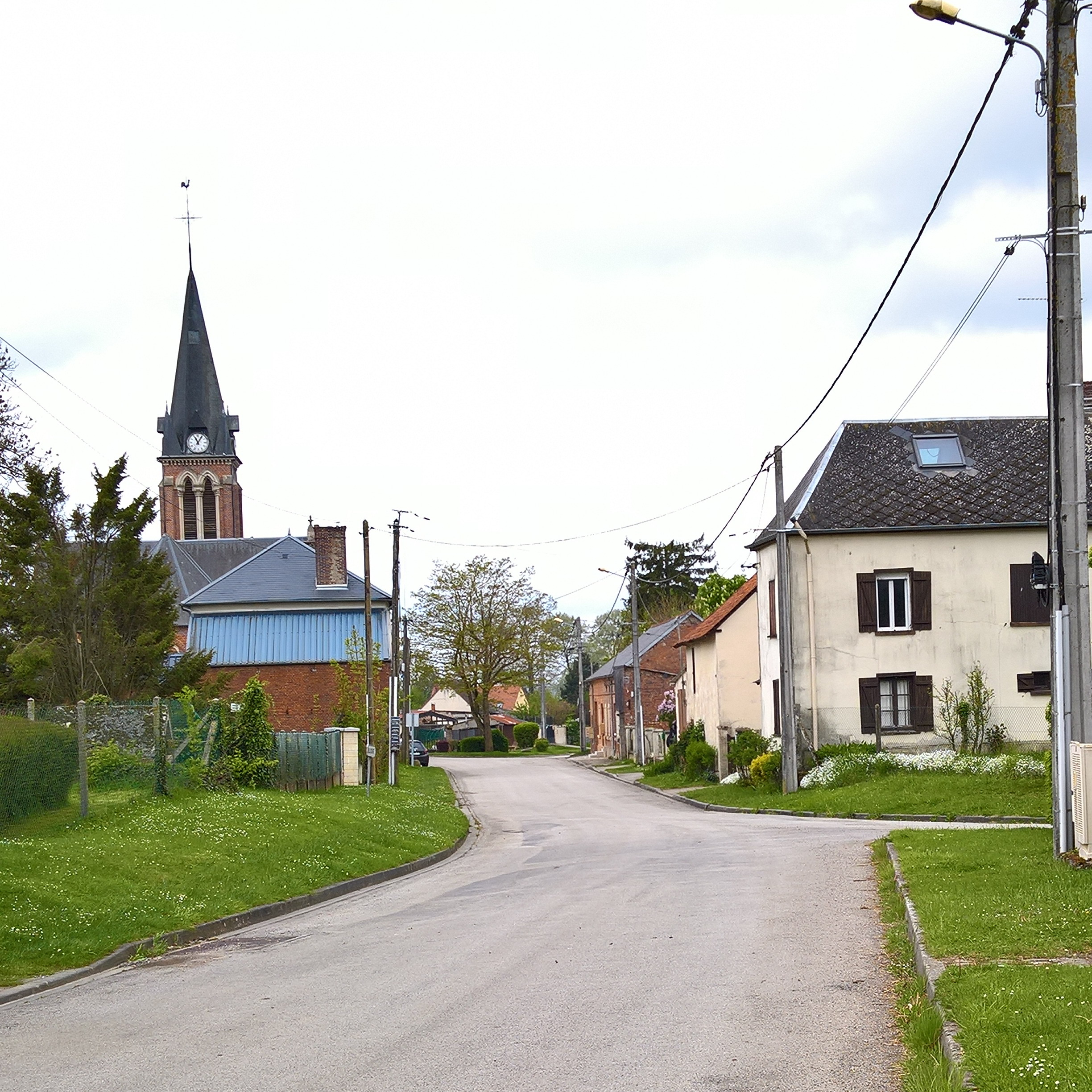
Paysage du village.

Rotangy est un village rural du plateau Picard, qui se trouve sur la ligne de partage des eaux entre le bassin de la Seine et celui de la Somme.

### Communes limitrophes
| Crèvecœur-le-Grand | Crèvecœur-le-Grand | Francastel        |
|                    | Rotangy            |                   |
| Blicourt           |                    | Auchy-la-Montagne |

### Hydrographie
La commune est traversée par la ligne de partage des eaux entre les bassins hydrographiques Artois-Picardie et Seine-Normandie. Elle n'est drainée par aucun cours d'eau.

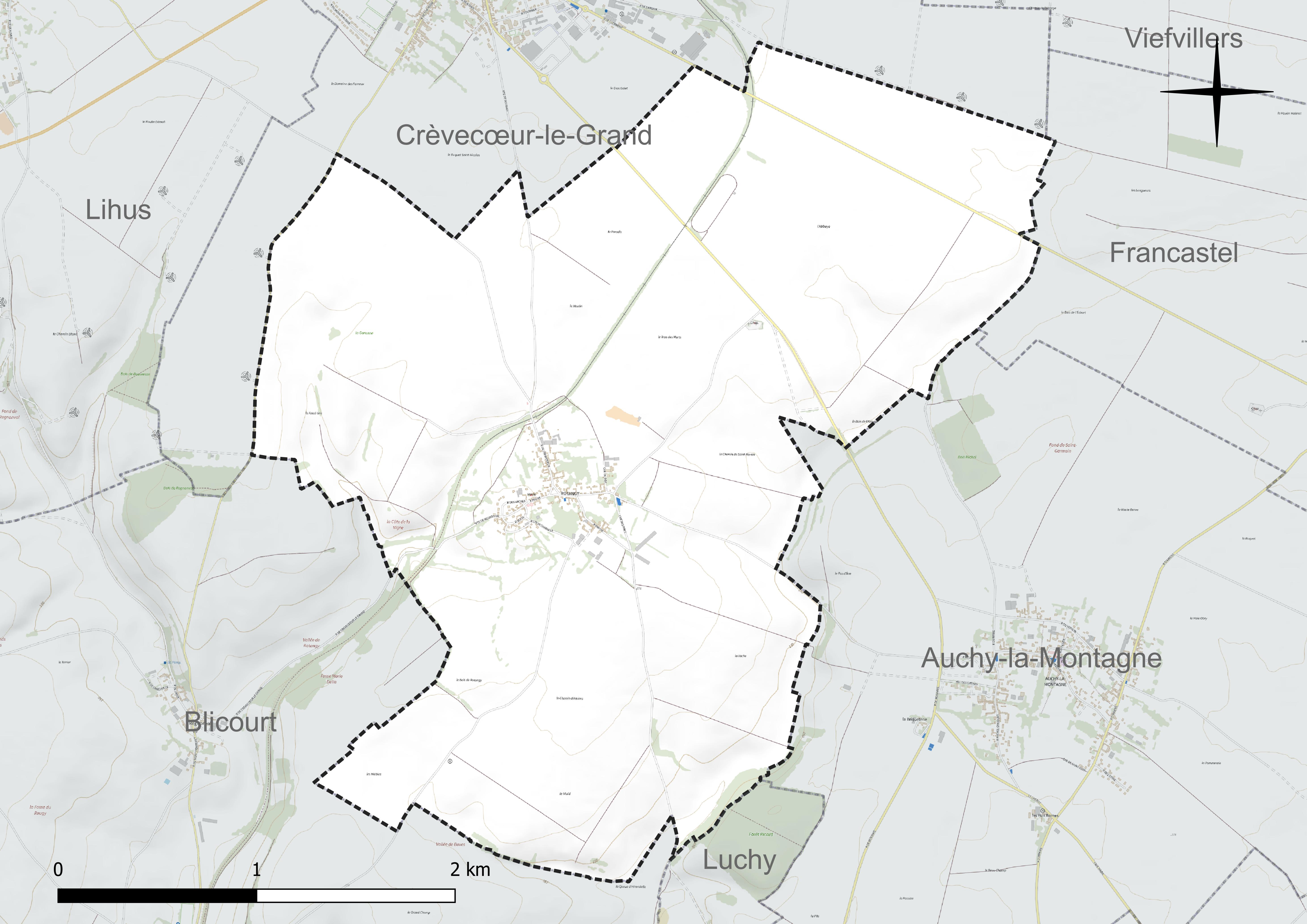
Réseau hydrographique de Rotangy.

### Climat
Pour des articles plus généraux, voir Climat des Hauts-de-France et Climat de l'Oise.
En 2010, le climat de la commune est de type climat océanique dégradé des plaines du Centre et du Nord, selon une étude du CNRS s'appuyant sur une série de données couvrant la période 1971-2000. En 2020, Météo-France publie une typologie des climats de la France métropolitaine dans laquelle la commune est exposée à un climat océanique et est dans la région climatique  Nord-est du bassin Parisien, caractérisée par un ensoleillement médiocre, une pluviométrie moyenne régulièrement répartie au cours de l'année et un hiver froid (3 °C). 
Pour la période 1971-2000, la température annuelle moyenne est de 10 °C, avec une amplitude thermique annuelle de 14 °C. Le cumul annuel moyen de précipitations est de 778 mm, avec 12,1 jours de précipitations en janvier et 8,4 jours en juillet. Pour la période 1991-2020, la température moyenne annuelle observée sur la station météorologique la plus proche, située sur la commune de Tillé à 13 km à vol d'oiseau, est de 11,0 °C et le cumul annuel moyen de précipitations est de 655,5 mm,. Pour l'avenir, les paramètres climatiques de la commune estimés pour 2050 selon différents scénarios d'émission de gaz à effet de serre sont consultables sur un site dédié publié par Météo-France en novembre 2022.

## Urbanisme

### Typologie
Au 1er janvier 2024, Rotangy est catégorisée commune rurale à habitat dispersé, selon la nouvelle grille communale de densité à sept niveaux définie par l'Insee en 2022.
Elle est située hors unité urbaine. Par ailleurs la commune fait partie de l'aire d'attraction de Beauvais, dont elle est une commune de la couronne,. Cette aire, qui regroupe 162 communes, est catégorisée dans les aires de 50 000 à moins de 200 000 habitants,.

### Occupation des sols
L'occupation des sols de la commune, telle qu'elle ressort de la base de données européenne d'occupation biophysique des sols Corine Land Cover (CLC), est marquée par l'importance des territoires agricoles (97 % en 2018), une proportion identique à celle de 1990 (97 %). La répartition détaillée en 2018 est la suivante : 
terres arables (90,5 %), prairies (5,6 %), zones urbanisées (2,6 %), zones agricoles hétérogènes (0,8 %), forêts (0,3 %). L'évolution de l'occupation des sols de la commune et de ses infrastructures peut être observée sur les différentes représentations cartographiques du territoire : la carte de Cassini (XVIIIe siècle), la carte d'état-major (1820-1866) et les cartes ou photos aériennes de l'IGN pour la période actuelle (1950 à aujourd'hui).

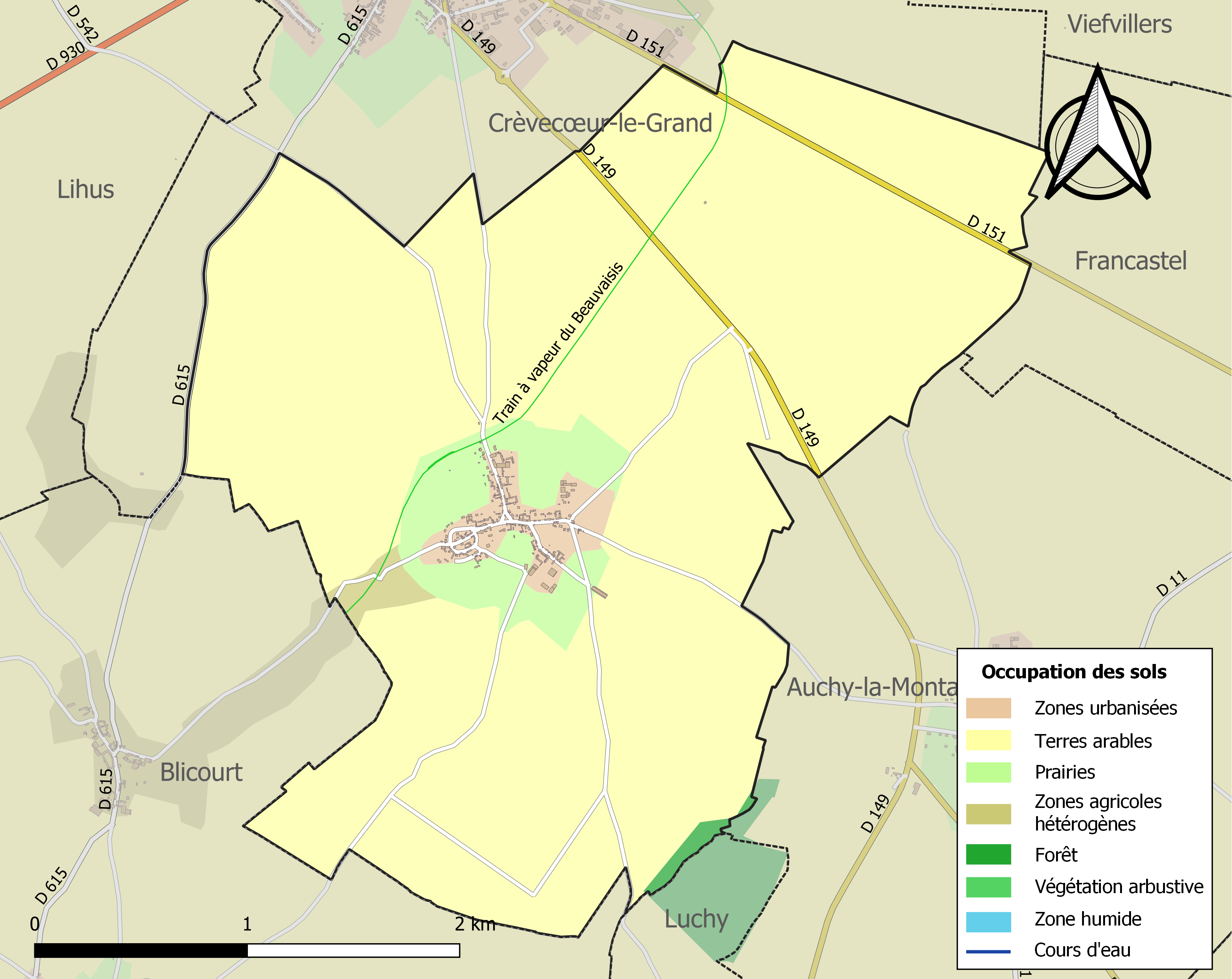
Carte des infrastructures et de l'occupation des sols de la commune en 2018 (CLC).

### Voies de communication et transports
La commune est desservie, en 2023, par des lignes scolaires et le service de transport à la demande Corolis à la demande - Zone Nord du réseau Corolis ainsi que par les lignes 614, 615, 616, 6103 et 6109 du réseau interurbain de l'Oise.

## Toponymie
Le lieu a été désigné comme Rotengy , Rotengì, Rotangi , Rotangy-la-vìlle , Rontengy, Rothangy , Rostangy, Routangy, Rotangis, Rotengis, Rotengium , Rutengíacum , Rotengiacum[Quand ?].

## Histoire
Le village provient d'une dépendance agricole (une grange) de l'Abbaye de Chaalis, dont la première donation date de 1153 et la grange est signalée pour la première fois en 1161. Le domaine a compté jusqu'à 266 ha. Il ne reste plus rien des bâtiments, si ce n'est l'ancien cimetière, sans doute détruits au cours du XVIIIe siècle. Ils étaient situés sur des terrains actuellement occupés par des champs.
Les vestiges d'une motte féodale sont encore visibles, à proximité de l'église.
Dans les années 1830, la commune comptait deux moulins à vent. À la même époque, les habitants étaient pour la plupart agriculteurs, mais on comptait quelques fileurs de laine et des ouvriers travaillant à Beauvais. Graves donnait la description suivante du village : « Le territoire est une plaine fertile limitée vers le midi et l'est par des ravins; le chef-lieu qui forme une agglomération considérable est à-peu près au centre ; il a plusieurs rues divergentes et une rue circulaire qui paraît indiquer une ancienne enceinte ».
La commune disposait d'une halte de chemin de fer sur la ligne Beauvais - Amiens qui transporta les voyageurs de 1876 à 1939.

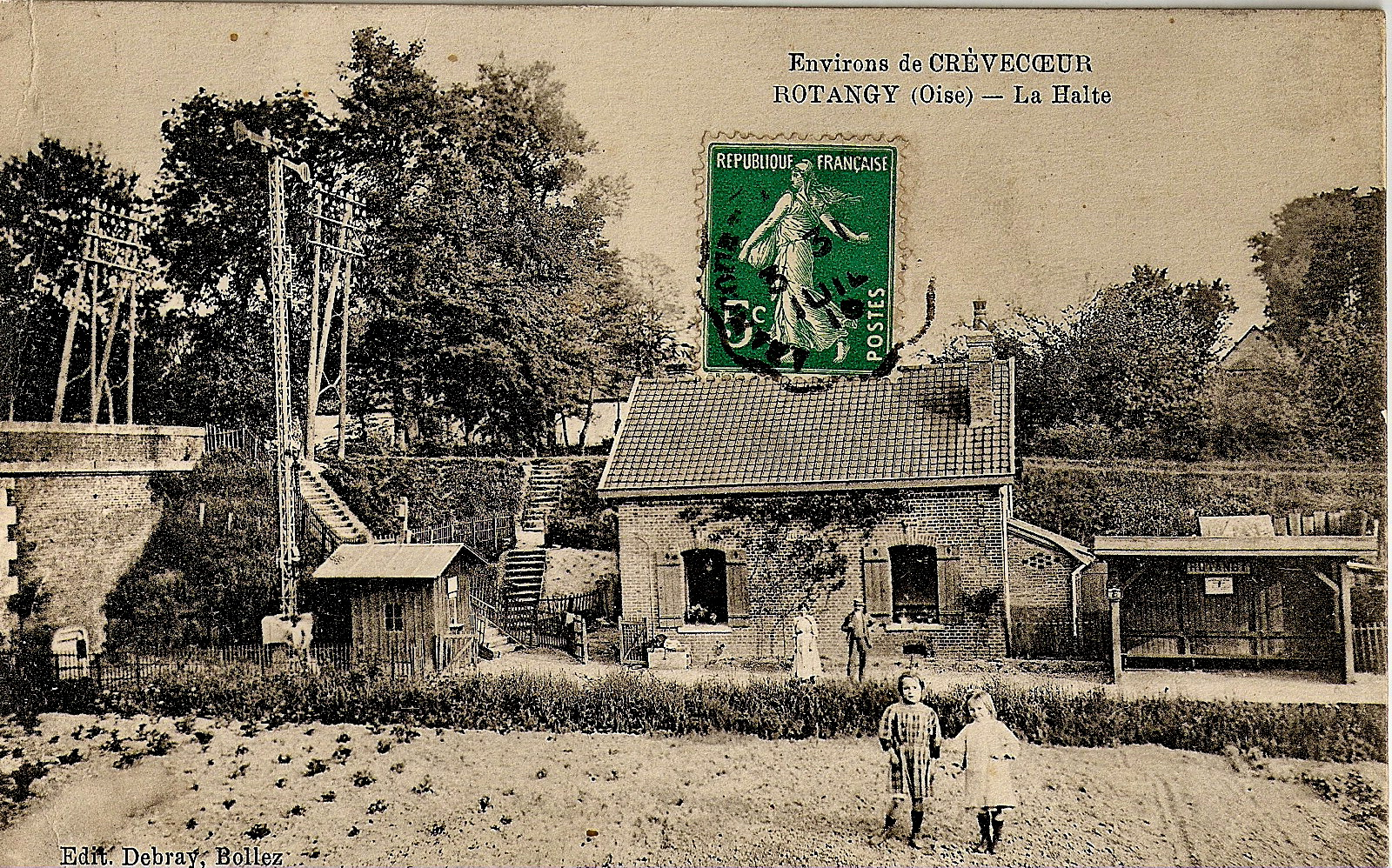
La gare au tout début du XXe siècle.
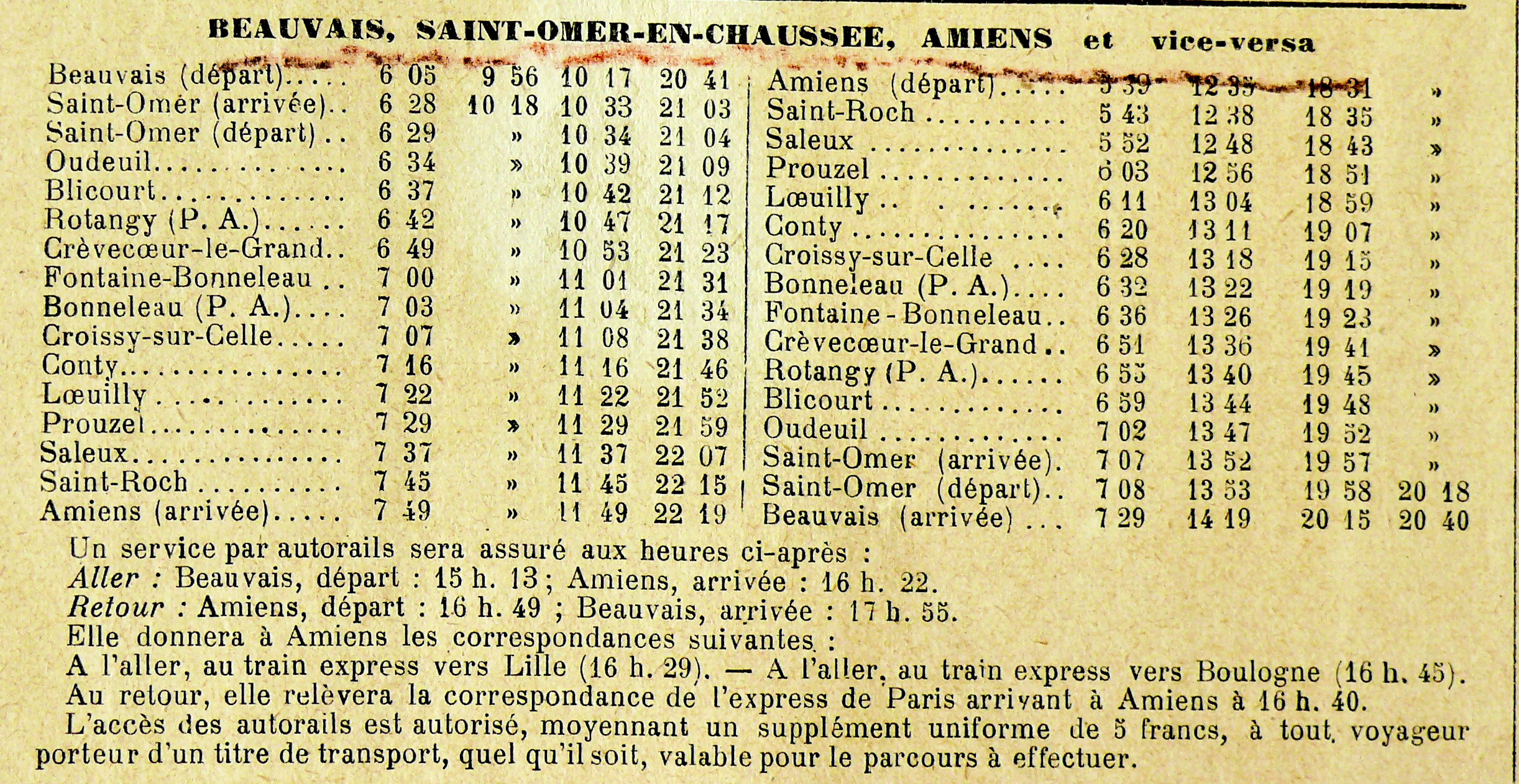
Horaires de la ligne en 1938.

Circonscriptions d'ancien régime
La paroisse de Rotangy dépendait du doyenné de Montagne et de l'archidiaconé de Bray, diocèse de Beauvais. Sur le plan judiciaire, Rotangy dépendait du bailliage de Beauvais, de la prévôté royale de Beauvaisis à Grandvilliers et pour partie du vidamé de Gerberoy. Sur le plan administratif, Rotangy appartenaient à l'élection de Beauvais et à la généralité de Paris.

## Politique et administration

### Rattachements administratifs et électoraux
La commune se trouve dans l'arrondissement de Beauvais du département de l'Oise. Pour l'élection des députés, elle fait partie de la première circonscription de l'Oise.
Elle faisait partie depuis 1801 du Canton de Crèvecœur-le-Grand. Dans le cadre du redécoupage cantonal de 2014 en France, la commune fait désormais partie du canton de Saint-Just-en-Chaussée.

### Intercommunalité

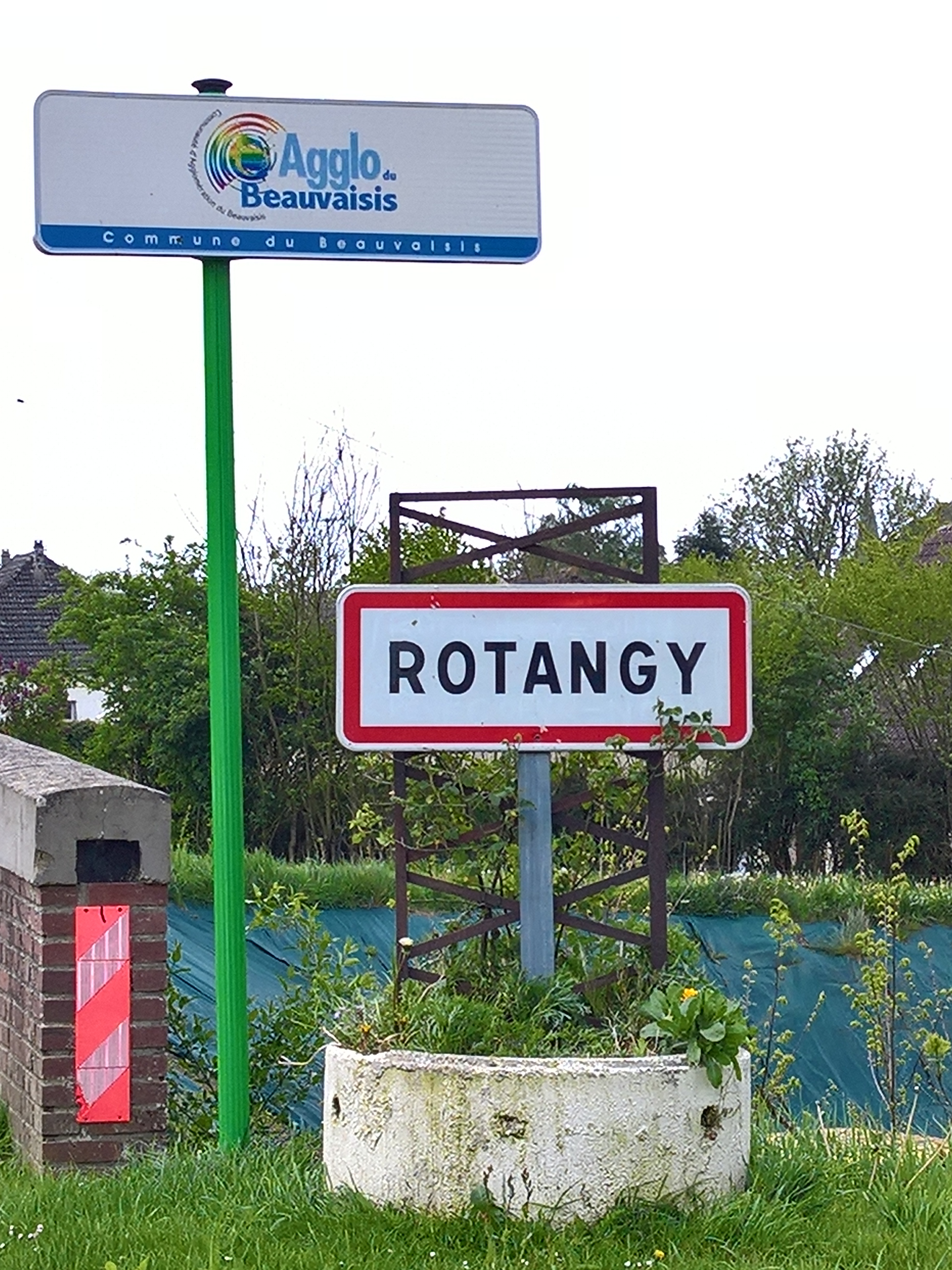
Panneau d'entrée du village, avec mention de son appartenance à la CAB.

La commune faisait partie de la communauté de communes des Vallées de la Brèche et de la Noye créée fin 1992.
Dans le cadre des dispositions de la loi portant nouvelle organisation territoriale de la République (Loi NOTRe) du 7 août 2015, qui prévoit que les établissements publics de coopération intercommunale (EPCI) à fiscalité propre doivent avoir un minimum de 15 000 habitants, le préfet de l'Oise a publié en octobre 2015 un projet de nouveau schéma départemental de coopération intercommunale, qui prévoit la fusion de plusieurs intercommunalités, et notamment celle de Crèvecœur-le-Grand (CCC) et celle des Vallées de la Brèche et de la Noye (CCVBN), soit une intercommunalité de 61 communes pour une population totale de 27 196 habitants.
Après avis favorable de la majorité des conseils communautaires et municipaux concernés (et malgré les souhaits de la commune, qui aurait souhaité être rattachée à la communauté d'agglomération du Beauvaisis,), cette intercommunalité dénommée communauté de communes de l'Oise picarde (CCOP)  est créée au 1er janvier 2017 et comprend la commune.
Toutefois, la commune et huit autres, principalement issues de l'ex-CCC, qui font partie de l'aire urbaine de Beauvais, protestent contre leur intégration au sein de la CCOP, et demandent leur rattachement à la communauté d'agglomération du Beauvaisis (CAB), en soulignant leur proximité territoriale avec la ville préfecture, et afin de voir leurs administrés profiter des équipements et des projets portés par la CAB tout en évitant une forte augmentation de leur fiscalité locale liée à l'harmonisation des taux de ces impôts entre l'ex-CCC et l'ex-CCVBN.
Au terme de ce processus, la commune intègre le 1er janvier 2018 la communauté d'agglomération du Beauvaisis, la portant ainsi à 53 communes.

### Liste des maires
| Période                                  | Période                    | Identité      | Étiquette | Qualité                         |
| ---------------------------------------- | -------------------------- | ------------- | --------- | ------------------------------- |
| Les données manquantes sont à compléter. |                            |               |           |                                 |
| Juin 1995                                | En cours (au 14 juin 2023) | Régis Langlet |           | Réélu pour le mandat 2020-2026, |

### Politique de développement durable

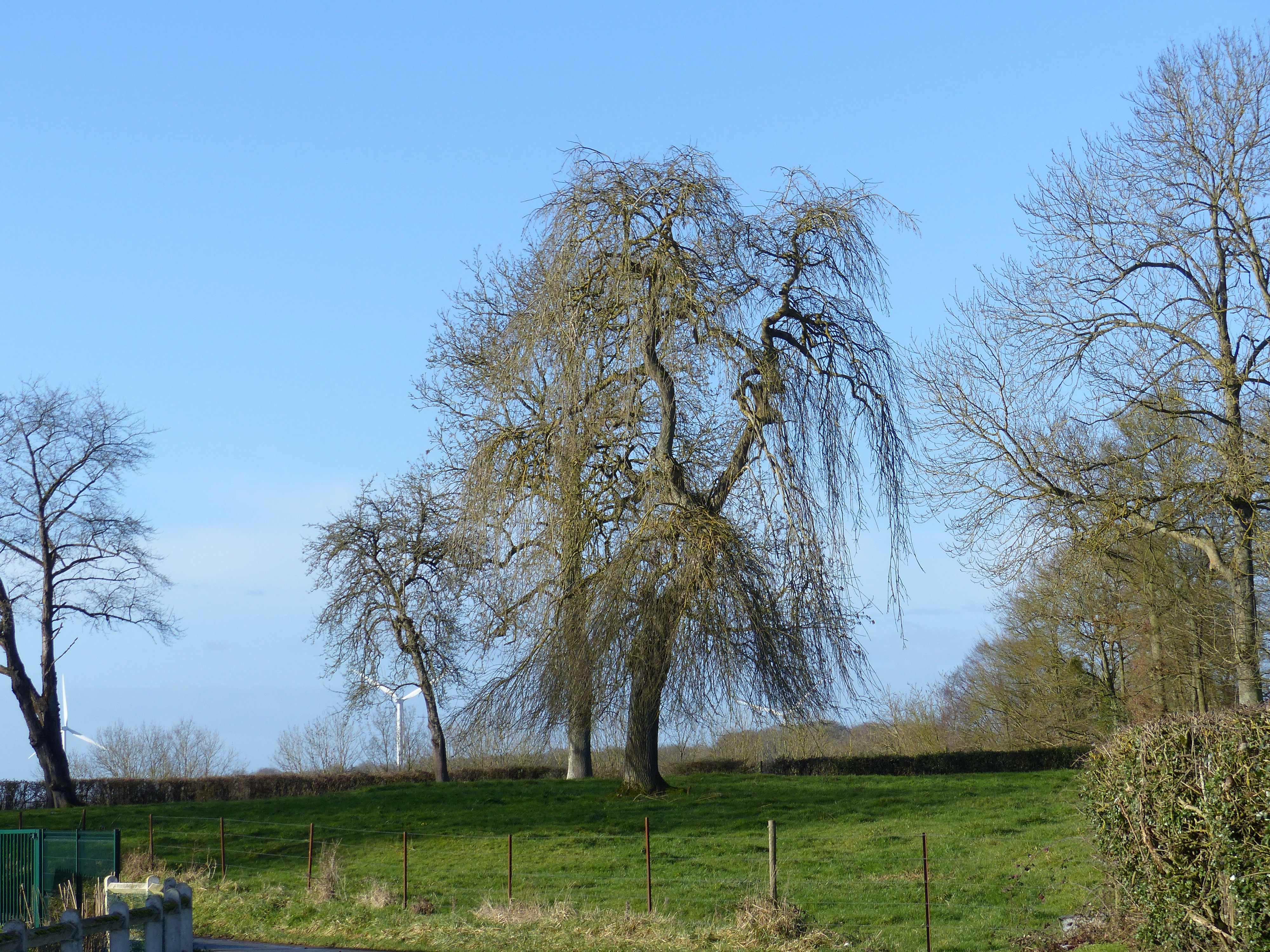
Rotangy est située sur le Plateau picard, où de nombreuses éoliennes captent l'énergie du vent et s'intègrent le paysage.

L'entreprise Ostwind prévoit la construction entre 2018 et 2020 de 17 éoliennes, qui se rajoutent à celles réalisées à proximité de Crèvecœur-le-Grand : six éoliennes à Domeliers, trois à Francastel, deux à Cormeilles et deux autres à Rotangy. Un autre projet, de 8 éoliennes sur la commune, est élaboré en 2017 par la société Novergies.

## Population et société

### Démographie

#### Évolution démographique
L'évolution du nombre d'habitants est connue à travers les recensements de la population effectués dans la commune depuis 1793. Pour les communes de moins de 10 000 habitants, une enquête de recensement portant sur toute la population est réalisée tous les cinq ans, les populations de référence des années intermédiaires étant quant à elles estimées par interpolation ou extrapolation. Pour la commune, le premier recensement exhaustif entrant dans le cadre du nouveau dispositif a été réalisé en 2005.

En 2022, la commune comptait 233 habitants, en évolution de +8,88 % par rapport à 2016 (Oise : +0,87 %, France hors Mayotte : +2,11 %).
| 1793 | 1800 | 1806 | 1821 | 1831 | 1836 | 1841 | 1846 | 1851 |
| ---- | ---- | ---- | ---- | ---- | ---- | ---- | ---- | ---- |
| 482  | 467  | 515  | 443  | 461  | 461  | 433  | 436  | 413  |

| 1856 | 1861 | 1866 | 1872 | 1876 | 1881 | 1886 | 1891 | 1896 |
| ---- | ---- | ---- | ---- | ---- | ---- | ---- | ---- | ---- |
| 394  | 372  | 338  | 305  | 334  | 289  | 274  | 272  | 274  |

| 1901 | 1906 | 1911 | 1921 | 1926 | 1931 | 1936 | 1946 | 1954 |
| ---- | ---- | ---- | ---- | ---- | ---- | ---- | ---- | ---- |
| 244  | 251  | 253  | 218  | 228  | 224  | 215  | 194  | 203  |

| 1962 | 1968 | 1975 | 1982 | 1990 | 1999 | 2005 | 2006 | 2010 |
| ---- | ---- | ---- | ---- | ---- | ---- | ---- | ---- | ---- |
| 212  | 186  | 166  | 170  | 166  | 195  | 197  | 199  | 200  |

| 2015 | 2020 | 2022 | - | - | - | - | - | - |
| ---- | ---- | ---- | - | - | - | - | - | - |
| 212  | 223  | 233  | - | - | - | - | - | - |

#### Pyramide des âges
La population de la commune est relativement jeune.
En 2018, le taux de personnes d'un âge inférieur à 30 ans s'élève à 37,7 %, soit au-dessus de la moyenne départementale (37,3 %). À l'inverse, le taux de personnes d'âge supérieur à 60 ans est de 18,4 % la même année, alors qu'il est de 22,8 % au niveau départemental.
En 2018, la commune comptait 102 hommes pour 114 femmes, soit un taux de 52,78 % de femmes, légèrement supérieur au taux départemental (51,11 %).
Les pyramides des âges de la commune et du département s'établissent comme suit.
| Hommes | Classe d’âge | Femmes |
| ------ | ------------ | ------ |
| 0,0    | 90 ou +      | 1,7    |
| 5,7    | 75-89 ans    | 5,1    |
| 14,3   | 60-74 ans    | 10,2   |
| 20,0   | 45-59 ans    | 22,9   |
| 25,7   | 30-44 ans    | 19,5   |
| 12,4   | 15-29 ans    | 15,3   |
| 21,9   | 0-14 ans     | 25,4   |

| Hommes | Classe d’âge | Femmes |
| ------ | ------------ | ------ |
| 0,5    | 90 ou +      | 1,4    |
| 5,5    | 75-89 ans    | 7,6    |
| 15,6   | 60-74 ans    | 16,3   |
| 20,8   | 45-59 ans    | 20     |
| 19,4   | 30-44 ans    | 19,4   |
| 17,6   | 15-29 ans    | 16,2   |
| 20,6   | 0-14 ans     | 19,1   |

### Culture
La commune s'est dotée en 1986 d'une bibliothèque municipale dans une des pièces de la mairie ouverte quelques heures par semaine, et qui dispose d'un budget annuel en 2016 de 80 centimes par habitant. Avec l'aide de la médiathèque de l'Oise, elle dispose d'un petit fonds de CD et DVD.

## Culture locale et patrimoine

### Lieux et monuments

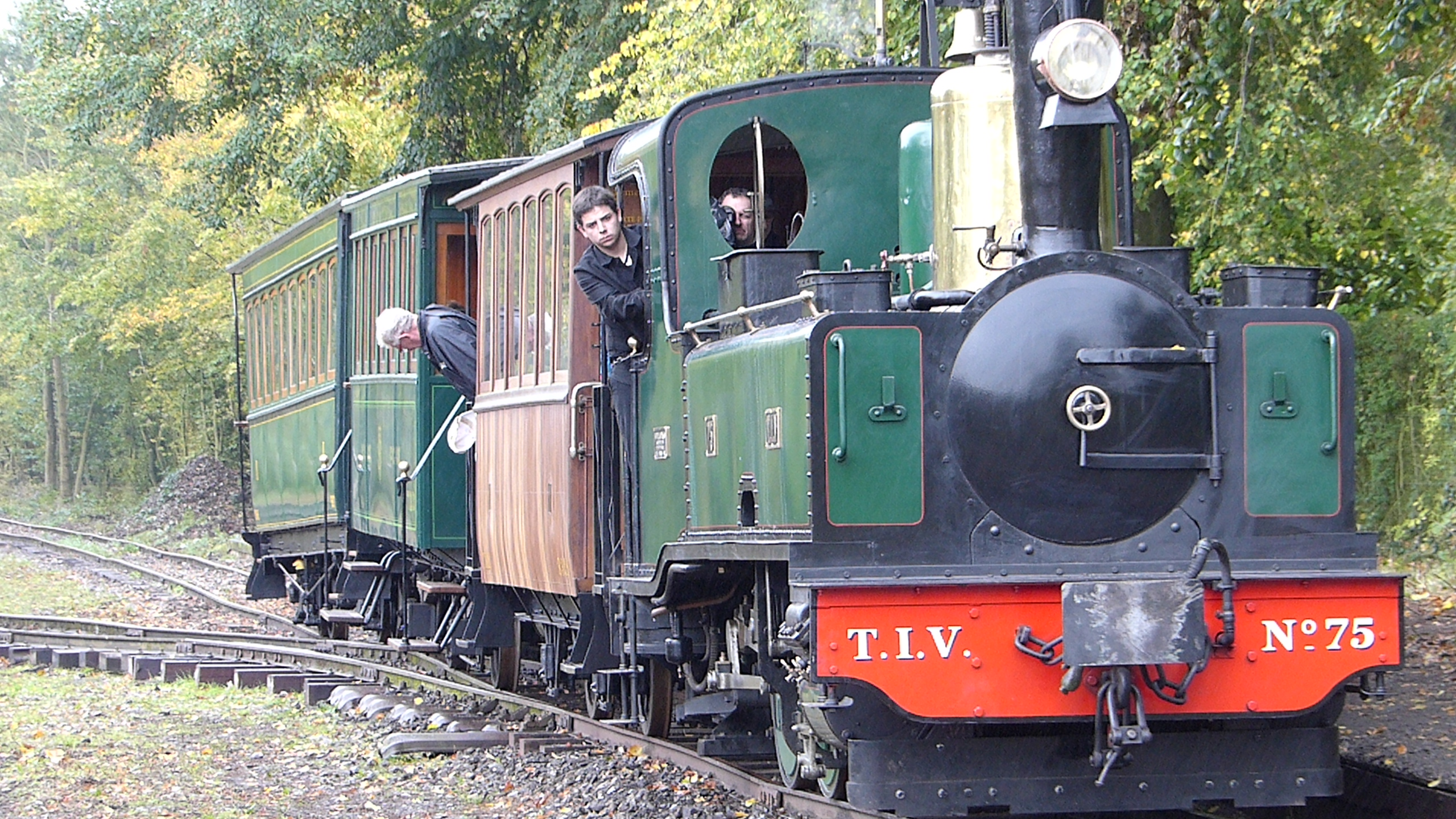
La rame du TVB en 2015.

- L'église Sainte-Marguerite, reconstruite au XIXe siècle en briques, de style néogothique, comprenant deux autels du XVIIIe siècle provenant de l'ancienne église et des vitraux du XIXe siècle, provenant, pour certains, des ateliers Houille, à Beauvais[14]. Un pèlerinage de femmes enceintes avait lieu avant le XIXe siècle à l'ancienne église Sainte-Marguerite pour faciliter leur délivrance[36].

- Le Musée des tramways à vapeur et des chemins de fer secondaires français aménage un chemin de fer touristique, le Train à vapeur du Beauvaisis dont la seconde tranche, de 1,5 km, entre le passage à niveau de la route Crèvecœur-le-Grand - Beauvais (RD 149) à la gare de Rotangy, a ouvert en 2019[37],[38],[39],[40].

- Chapelle de la Mère-de-Douleurs, en briques semblant dater du XIXe siècle, sur la route de Crèvecœur, abandonnée car la commune n'a pas les moyens de l'entretenir[41].

- Monument aux morts, inauguré le 17 juillet 1921[42].

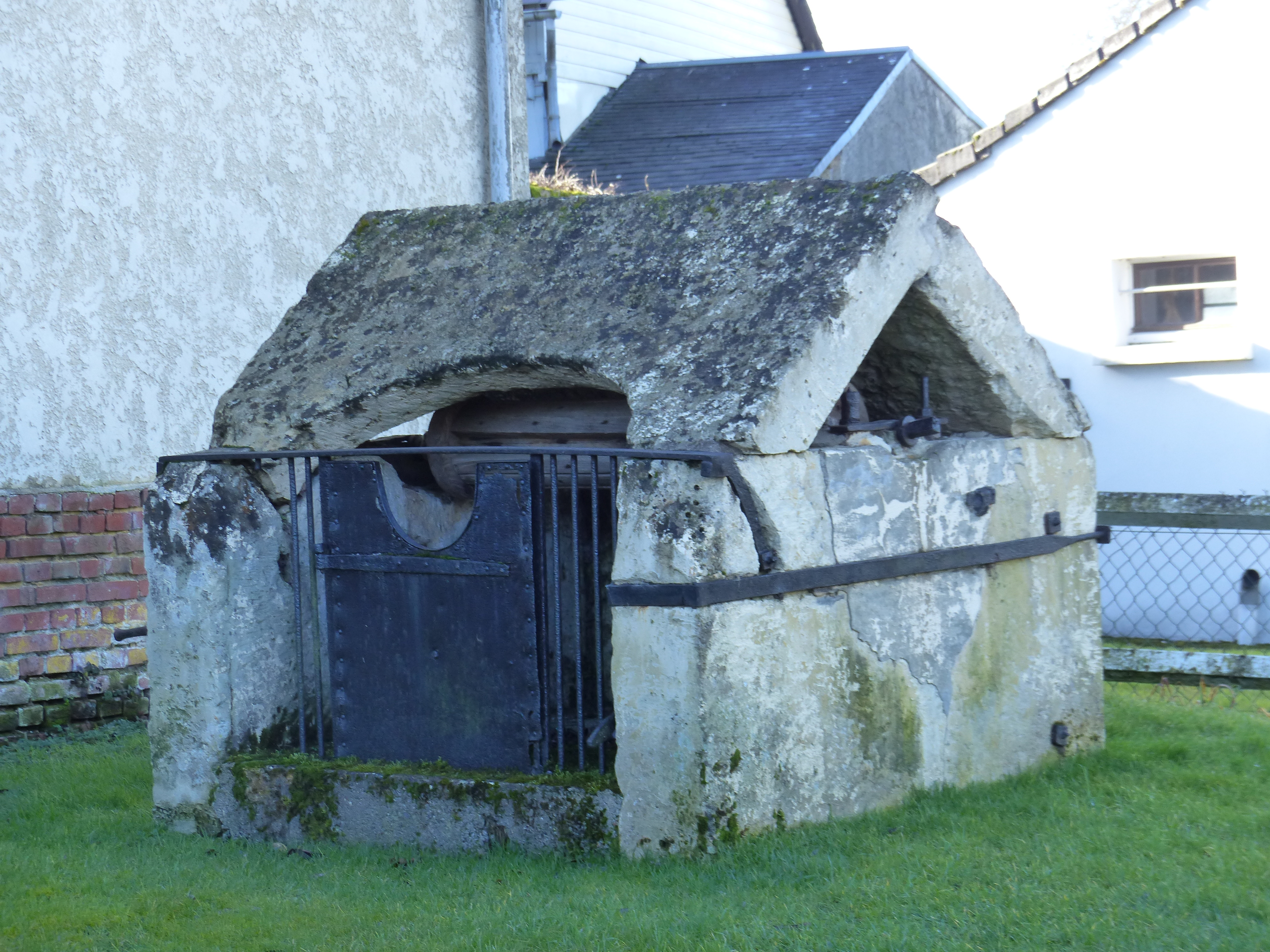
Ancien puits.
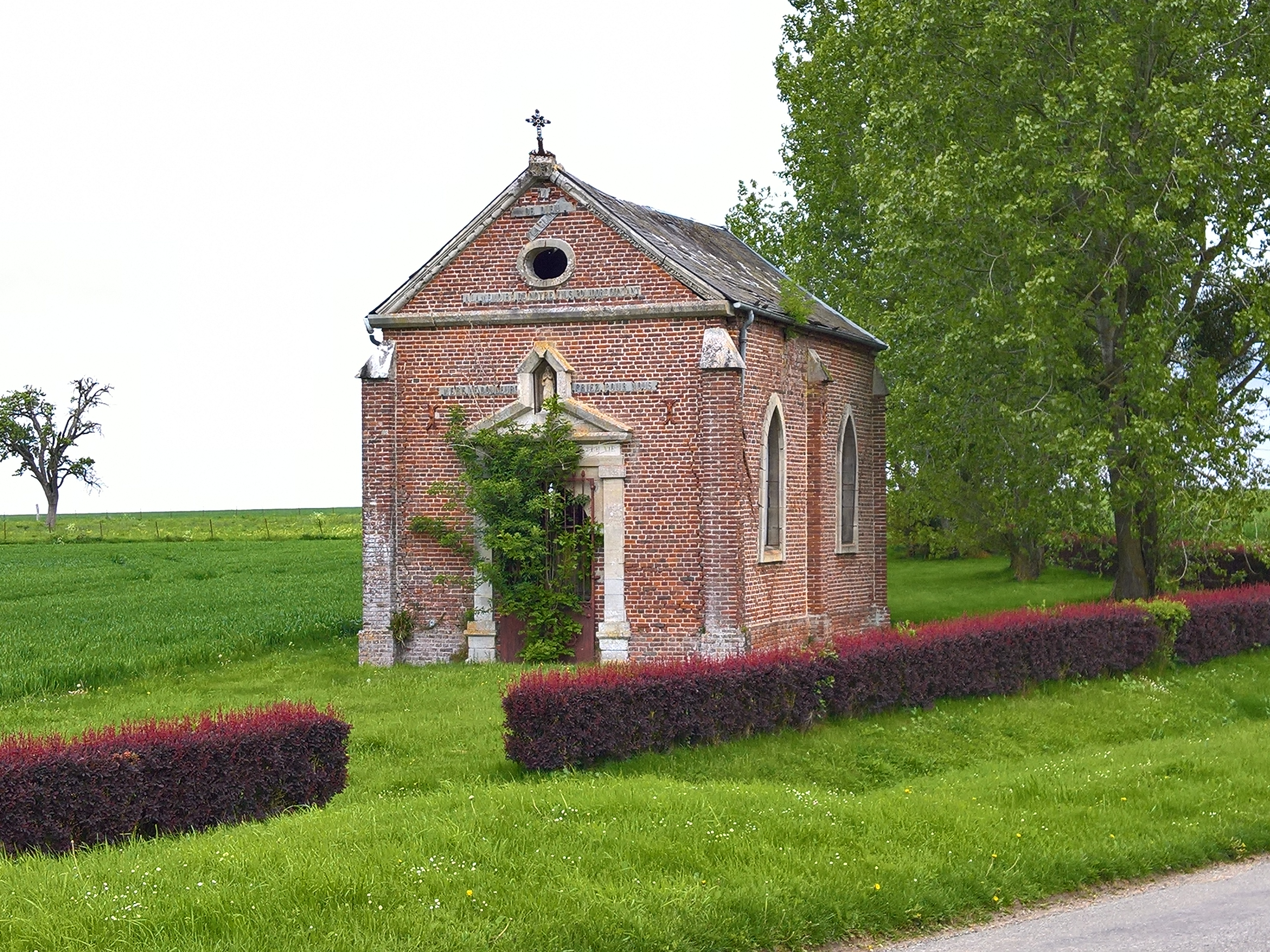
Chapelle de la Mère de Douleurs
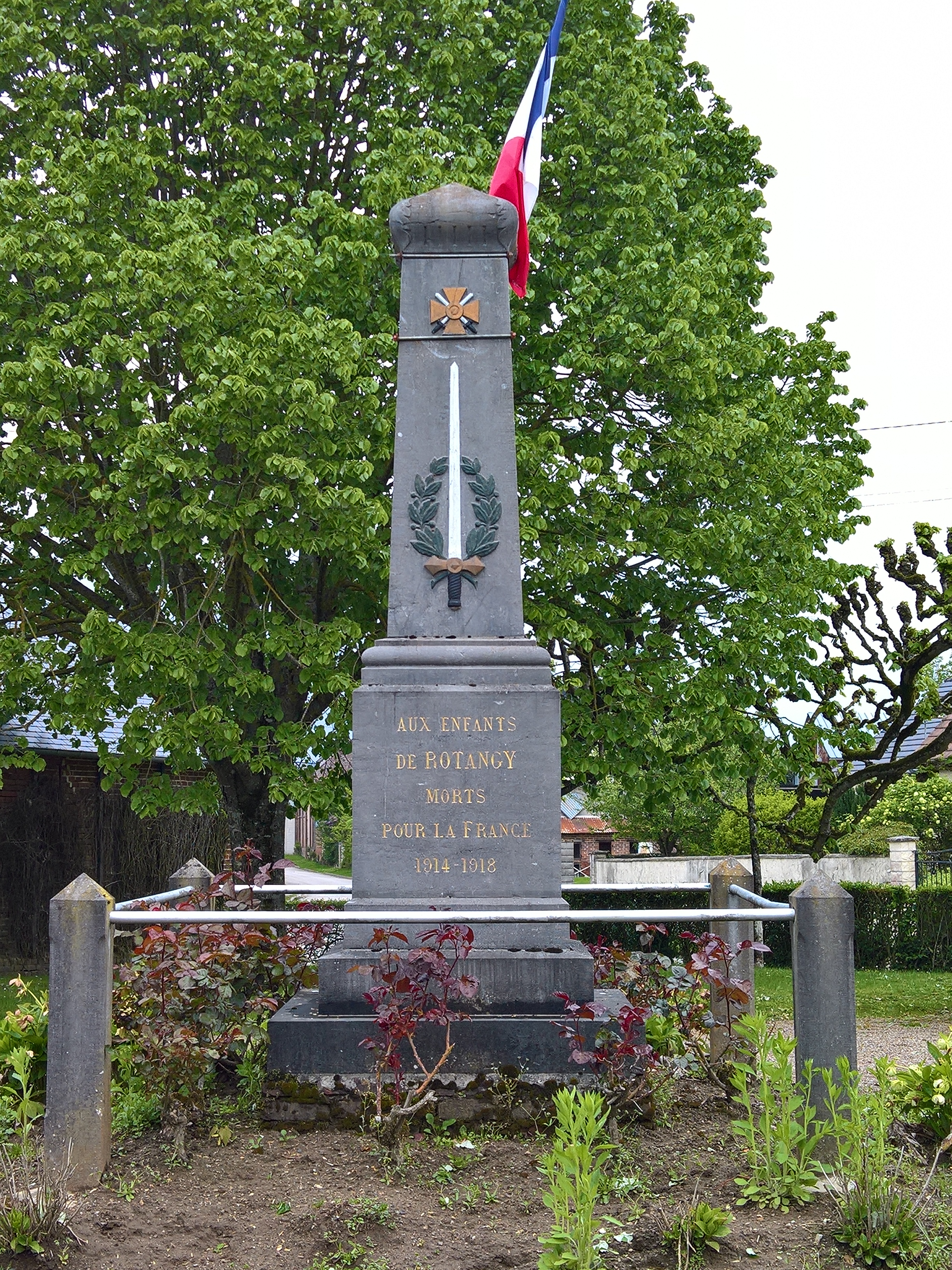
Monument aux morts.